# Bienville, Oise

Bienville este o comună în departamentul Oise, Franța. În 1 ianuarie 2022 avea o populație de 489 de locuitori.